# Alan Petherbridge
David Alan Petherbridge (ur. 9 października 1927 w Swansea, zm. 30 lipca 2020 w Sketty) – brytyjski judoka. Olimpijczyk z Tokio 1964, gdzie zajął ósme miejsce w kategorii open.
Uczestnik mistrzostw świata w 1961. Złoty medalista mistrzostw Europy w 1962, srebrny w 1957 i brązowy w 1958, a także zdobył trzy złote medale w drużynie. 

## Letnie Igrzyska Olimpijskie 1964
| Konkurencja | Eliminacje            | Eliminacje            | Klas. końcowa |
| Konkurencja | Przeciwnik I          | Przeciwnik II         | Miejsce       |
| ----------- | --------------------- | --------------------- | ------------- |
| open        | Anton Geesink (NED) P | Akio Kaminaga (JPN) P | 8.            |